# Selok Anyar
Selok Anyar is een bestuurslaag in het regentschap Lumajang van de provincie Oost-Java, Indonesië. Selok Anyar telt 5251 inwoners (volkstelling 2010).